# Villa Frosterus
La villa Frosterus (en finnois : Villa Frosterus) est une villa construite dans le quartier Soukka de la ville d'Espoo en Finlande.

## Histoire
La villa de deux étages est bâtie sur la péninsule Soukanniemi.
La villa, dont la construction s'est achevée en 1913, a été conçue et construite par l'architecte Sigurd Frosterus. 
La ville de Kauniainen a acquis la villa et la péninsule Soukanniemi de six hectares  qui l'entoure en 1989.
La zone est actuellement une zone de loisirs pour les habitants de Kauniainen.

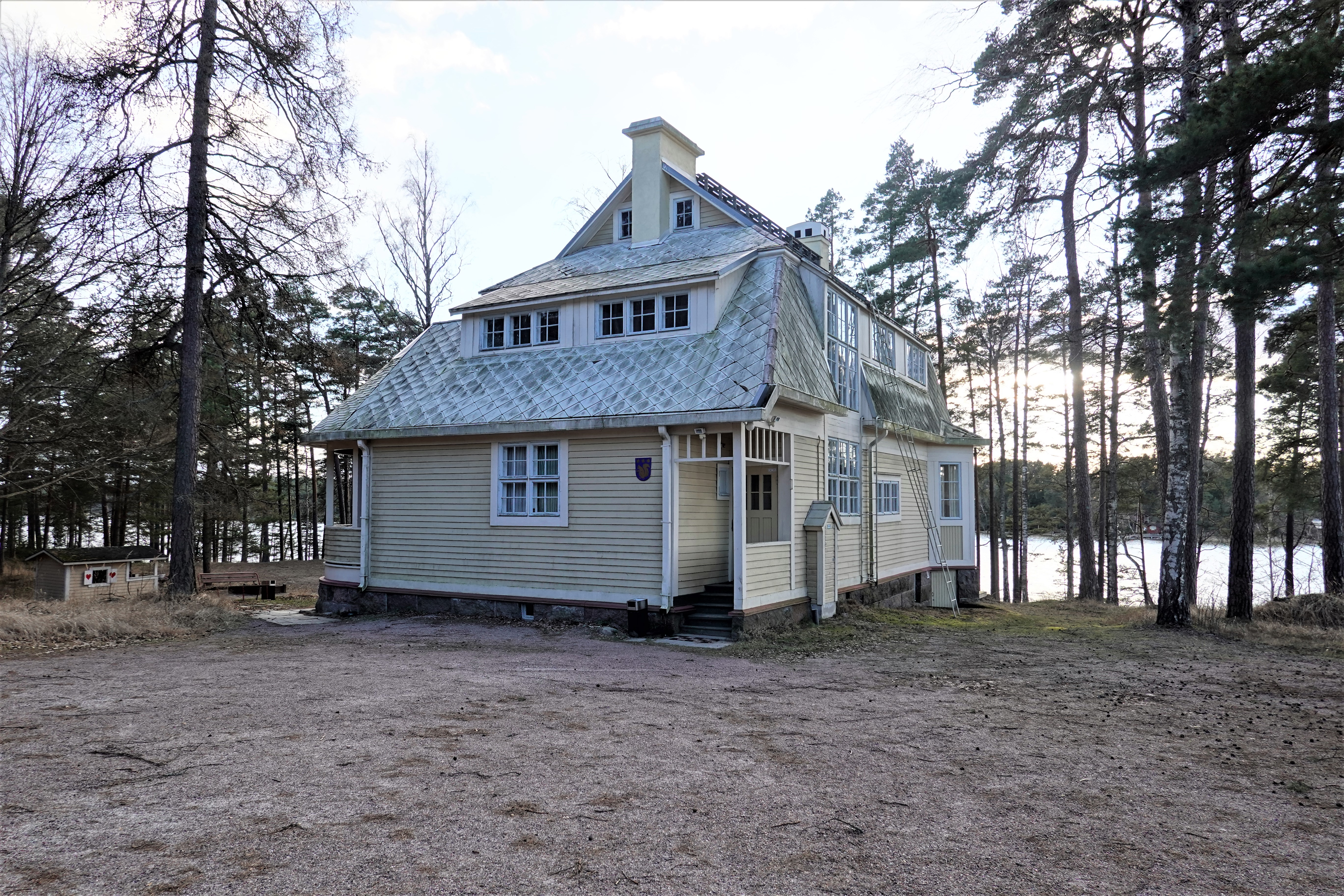
La villa Frosterus.